# شهرستان لو
شهرستان لو (به لاتین: Lu County) یک منطقهٔ مسکونی در چین است که در لوجو واقع شده‌است.